# Pianista (kniha)
Pianista je autobiografická kniha Wladyslawa Szpilmana z roku 1946, která byla vydána pod původním názvem Smrt města v první cenzurované verzi. Necenzurované vydání této knihy mohlo být pod tímto názvem vydáno teprve až po společenských změnách v Polsku z posledních dvou dekád 20. století v roce 2002 v Krakově. První české vydání pochází z roku 2003 a vydala jej Academia, nakladatelství Akademie věd ČR (ISBN 80-200-1118-8). Z polského originálu do češtiny přeložila Helena Stachová. Kniha je velmi cenná především faktograficky jakožto očité svědectví člověka-umělce, který hrůzy holocaustu za 2. světové války ve Varšavě prožil osobně a viděl vše na vlastní oči.

## Děj
Kniha líčí hrůzy druhé světové války a holocaustu očima mladého židovského hudebníka-klavíristy, sólisty Varšavského rozhlasu, který se svojí rodinou žije ve Varšavě. Děj knihy začíná v létě roku 1939 ve Varšavě v dobách, kdy se celé Polsko připravovalo na blížící se válku s nacistickým Německem, pokračuje líčením počátku 2. světové války v Polsku, obsazením Varšavy nacistickými vojsky, počínajícím Holocaustem, stavbou Varšavského židovského ghetta, tragickým životem židovské komunity v ghettu, hromadnými deportacemi obyvatel ghetta do nacistických likvidačních táborů smrti, kde zahynula celá jeho rodina, jeho nucenou práci pro nacisty v ghettu, útěk z ghetta, život po různých skrýších mimo ghetto, hrůzu událostí spojených s průběhem Varšavského povstání v roce 1944, svoji vlastní záchranu od smrti hladem za pomoci nacistického kapitána Wehrmachtu Wilma Hosenfelda až po závěrečné osvobození města Rudou armádou.

## Film
Podle této knihy byl v roce 2002 natočen francouzsko-německo-polsko-nizozemský stejnojmenný dramatický film režiséra Romana Polanskiho. Film získal Zlatou palmu na Filmovém festivalu v Cannes, dále dvě ceny Americké filmové akademie Oscar, jednu z nich pak herec Adrien Brody za herecký výkon v hlavní roli.